# Chuck Weyant
Chuck Weyant fou un pilot estatunidenc de curses automobilístiques nascut el 3 d'abril del 1923 a St. Mary's, Ohio - 24 january 2017.
Weyant va córrer a la Champ Car a les temporades 1952-1959 incloent-hi la cursa de les 500 milles d'Indianapolis dels anys 1955 i 1957-1959.

## Resultats a la Indy 500
| Any    | Cotxe  | Sortida | Vel. mitja | Ranking | Final  | Voltes | V. líder | Retirat    |
| ------ | ------ | ------- | ---------- | ------- | ------ | ------ | -------- | ---------- |
| 1955   | 41     | 25      | 138.063    | 25      | 12     | 196    | 0        | a 4 voltes |
| 1957   | 82     | 25      | 141.105    | 18      | 14     | 196    | 0        | a 4 voltes |
| 1958   | 89     | 29      | 142.608    | 29      | 24     | 38     | 0        | Accident   |
| 1959   | 47     | 29      | 141.950    | 28      | 28     | 45     | 0        | Accident   |
| Totals | Totals | Totals  | Totals     | Totals  | Totals | 475    | 0        |            |

| Curses       | 4 |
| Poles        | 0 |
| Voltes líder | 0 |
| Victòries    | 0 |
| Top 5        | 0 |
| Top 10       | 0 |
| Retirades    | 2 |

## A la F1
El Gran Premi d'Indianapolis 500 va formar part del calendari del campionat del món de la Fórmula 1 entre les temporades 1950 a la 1960.
Els pilots que competien a la Indy durant aquests anys també eren comptabilitats pel campionat de la F1.
Chuck Weyant va participar en 4 curses de F1, debutant al Gran Premi d'Indianapolis 500 del 1955.

### Palmarès a la F1
- Participacions: 4
- Poles: 0
- Voltes Ràpides: 0
- Victòries: 0
- Pòdiums: 0
- Punts vàlids per la F1: 0